# Clasificación Internacional Industrial Uniforme
La Clasificación Industrial Internacional Uniforme (CIIU) es una estructura clasificación sistemática de todas las actividades económicas e industriales reconocidas por la ONU, conocida también como International Standard Industrial Classification (ISIC) y cuya finalidad es la de establecer su codificación armonizada a nivel mundial. Es utilizada para conocer niveles de desarrollo, requerimientos, normalización, políticas económicas e industriales, entre otras utilidades.
Cada país tiene, por lo general, una clasificación industrial propia, en la forma más adecuada para responder a sus circunstancias individuales y al grado de desarrollo de su economía. Puesto que las necesidades de clasificación industrial varía, ya sea para los análisis nacionales o para fines de comparación internacional. La Clasificación Internacional Industrial Uniforme de todas las Actividades Económicas (CIIU) permite que los países produzcan datos de acuerdo con categorías comparables a escala internacional.
La CIIU desempeña un papel importante al proporcionar el tipo de desglose por actividad necesario para la recopilación de las cuentas nacionales desde el punto de vista de la producción.

## Versiones
La última versión de la clasificación,la ISIC Rev.4, fue lanzada oficialmente el 11 de agosto de 2008.  La División de Estadística de las Naciones Unidas, lo describe en los siguientes términos:

ISIC es una herramienta básica para el estudio de fenómenos económicos, fomentando la equivalencia internacional de información, impartiendo directrices para el desarrollo de clasificaciones nacionales y promoviendo el crecimiento de los sistemas estadísticos gubernamentales.

## Propósitos
- Su propósito principal es ofrecer un conjunto de categorías de actividades que se pueda utilizar cuando se diferencian las estadísticas de acuerdo con esas actividades.

- El propósito secundario de la CIIU es presentar ese conjunto de categorías de actividad de modo tal que las entidades se puedan clasificar según la actividad económica que realizan.[2]

## Estructura
El nivel superior de la clasificación está compuesto por las siguientes secciones:
- A - Agricultura, silvicultura y pesca
- B - Explotación de minas y canteras
- C - Industrias manufactureras
- D - Suministro de electricidad, gas, vapor y aire acondicionado
- E - Suministro de agua; alcantarillado, gestión de desechos y actividades de saneamiento
- F - Construcción
- G - Comercio al por mayor y al por menor; reparación de los vehículos de motor y de las motocicletas
- H - Transporte y almacenamiento
- I - Alojamiento y servicios de comida
- J - Información y comunicación
- K - Actividades financieras y de seguros.
- L - Actividades inmobiliarias
- M - Actividades profesionales, científicas y técnicas
- N - Actividades administrativas y servicios de apoyo
- O - Administración pública y defensa; planes de seguridad social de afiliación obligatoria
- P - Enseñanza
- Q - Servicios sociales y relacionados con la salud humana.
- R - Artes, entretenimiento y recreación
- S - Otras actividades de servicio
- T - Actividades de los hogares en calidad de empleadores, actividades indiferenciadas de producción de bienes y servicios de los hogares para uso propio.
- U - Actividades de organizaciones y órganos extraterritoriales

Las correspondencias entre la clasificación por sectores económicos y la de CIIU:
| Teoría            | Práctica |
| ----------------- | -------- |
| Sector            | Sección  |
| Subsector         | División |
| Rama de actividad | Grupo    |
| Actividad         | Clase    |

## Adaptaciones

### Unión Europea (NACE)
La Nomenclatura estadística de actividades económicas de la Comunidad Europea (NACE) es el sistema de clasificación de las actividades económicas usado en la Unión Europea. Tiene como base la CIIU Rev.3.

#### España (CNAE)
La  Clasificación Nacional de Actividades Económicas (CNAE)-2009,  resultante del proceso internacional de revisión denominado Operación 2007, ha sido elaborada según las condiciones recogidas en el Reglamento CE 1893/2006de aprobación de la Nomenclatura estadística de actividades económicas de la Comunidad Europea (NACE) Rev.2.